# Liste der Monuments historiques in Bouix
Die Liste der Monuments historiques in Bouix führt die Monuments historiques in der französischen Gemeinde Bouix auf.

## Liste der Objekte
| Bezeichnung                                                                | Beschreibung                                                       | Standort                       | Kennzeichnung | Schutzstatus | Datum | Bild |
| -------------------------------------------------------------------------- | ------------------------------------------------------------------ | ------------------------------ | ------------- | ------------ | ----- | ---- |
| Prozessionskreuz                                                           | Kupfer und Bronze, versilbert und vergoldet, Glas, bezeichnet 1553 | in der Kirche St-Martin (Lage) | PM21000363    | Classé       | 1913  |      |
| Grabstein für Nicolas Vesou                                                | Kalkstein, bezeichnet 1554                                         | in der Kirche St-Martin (Lage) | PM21000364    | Classé       | 1913  |      |
| Reiterskulptur Mantelteilung des heiligen Martin                           | Holz, farbig gefasst, zweite Hälfte des 16. Jahrhunderts           | in der Kirche St-Martin (Lage) | PM21000365    | Classé       | 1976  |      |
| Zwei Kirchenfenster (Nr. 7 und 8): Engel mit Trompete und Madonna mit Kind | Buntglas, 16. Jahrhundert, modern gefasst                          | in der Kirche St-Martin (Lage) | PM21000365    | Classé       | 1984  |      |
| Kirchenfenster (Nr. 6)                                                     | Buntglas, 16. Jahrhundert, modern gefasst                          | in der Kirche St-Martin (Lage) | PM21002741    | Classé       | 1984  |      |
| Zwei Kirchenfenster (Nr. 2 und 5)                                          | Buntglas, 16. Jahrhundert, modern gefasst                          | in der Kirche St-Martin (Lage) | PM21002742    | Classé       | 1984  |      |
| Kirchenfenster (Nr. 4)                                                     | Buntglas, 16. Jahrhundert, modern gefasst                          | in der Kirche St-Martin (Lage) | PM21002743    | Classé       | 1984  |      |
| Kirchenfenster (Nr. 3)                                                     | Buntglas, Ende des 16. Jahrhunderts, modern gefasst                | in der Kirche St-Martin (Lage) | PM21002744    | Classé       | 1984  |      |
| Kirchenfenster (Nr. 1): Kreuzigung                                         | Buntglas, erste Hälfte des 16. Jahrhunderts, modern gefasst        | in der Kirche St-Martin (Lage) | PM21002745    | Classé       | 1984  |      |
| Kirchenfenster (Nr. 0): Engel mit Schriftband                              | Buntglas, 16. Jahrhundert, modern gefasst                          | in der Kirche St-Martin (Lage) | PM21002746    | Classé       | 1984  |      |